# Västra Ryds landskommun, Uppland
För landskommunen med detta namn i Östergötland, se Västra Ryds landskommun, Östergötland.
Västra Ryds landskommun var en tidigare kommun i Uppsala län. 

## Administrativ historik
Kommunen inrättades i Västra Ryds socken i Bro härad i Uppland när 1862 års kommunalförordningar trädde i kraft 1863. 
Vid kommunreformen 1952 gick den upp i Upplands-Bro landskommun, som 1971 ombildades till Upplands-Bro kommun då också området överfördes till Stockholms län.